# Gladiolus reginae
Gladiolus reginae är en irisväxtart som beskrevs av Peter Goldblatt och John Charles Manning. Gladiolus reginae ingår i släktet sabelliljor, och familjen irisväxter.
Artens utbredningsområde är Mpumalanga. Inga underarter finns listade i Catalogue of Life.